# 下ノ森通
下ノ森通（しものもりどおり）は京都市の南北の通りの一つ。北は笹屋町通（今小路通）から南は三条通まで。途中、京都市立西ノ京中学校で中断。平安京の西櫛笥小路にほぼ相当する。
江戸時代には相合図子通（あいあいのずしどおり）とも呼ばれた。

## 沿道の主な施設
- 立本寺
- 京都市中央図書館
- 京都市立朱雀第六小学校
- 京都市立西ノ京中学校